# Vicco von Bülow

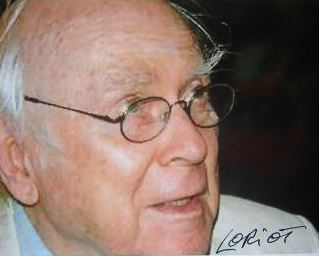
Vicco von Bülow (2005)

Bernhard Victor Christoph Carl (Vicco) von Bülow (Brandenburg an der Havel, 12 november 1923 – Münsing, 22 augustus 2011), beter bekend als Loriot, was een Duits cabaretier, schrijver en cartoonist bekend door zijn optredens in film, televisie, theater en literatuur. Het pseudoniem Loriot (Frans voor Wielewaal) dankte hij aan het familiewapen. De vogel staat in het Mecklenburgs Nedersaksisch bekend als Vogel Bülow.

## Jeugd
Loriot stamde uit een invloedrijke adellijke familie uit het dorp Bülow in de buurt van Rehna die al generaties lang officieren en kerkelijke en wereldlijke hoogwaardigheidsbekleders leverde. Zijn ouders leidden geen erg gelukkig huwelijksleven en scheidden in 1928. Al vanaf 1927 woonde Von Bülow met zijn broer bij hun grootmoeder. In 1932 trouwde zijn vader opnieuw en het jaar daarop trokken de twee weer bij hun vader in, die inmiddels in Stuttgart woonde. Daar bezocht Von Bülow het humanistische Eberhard-Ludwigs-Gymnasium. Van 1942 tot 1945 was hij soldaat en later onderofficier in de Wehrmacht en nam hij aan het Oostfront deel aan de Tweede Wereldoorlog. Hij was zeker geen fanatiek nazi. Later heeft hij gezegd, zich voor deze episode uit zijn leven te schamen: "Ik was als soldaat niet goed genoeg, om aan de aanslag op Hitler op 20 juli 1944 deel te hebben genomen."

## Artistiek werk
In 1950 werd de van toen af onder het pseudoniem Loriot actieve Von Bülow voor het eerst als cartoonist bekend. Zijn sketches Auf den Hund gekommen, met honden en mensen in elkaars rol afgebeeld, werden echter meestal afwijzend ontvangen. Een Nederlandse editie van deze cartoons werd in 1956 door een Haarlemse krant als lezerstip vermeld (zie weblink; met een van de cartoons). In 1956 maakte hij de 29-delige cartoonserie Adam und Evchen voor het tijdschrift Quick, die Loriot zelf achteraf als weinig geslaagd beschouwde. De typische grote knollen-neus in Loriots menselijke figuren ontbrak in Adam und Evchen.
Van 1953 tot 1970 verscheen in Stern, aanvankelijk in een aparte kinderbijlage Sternchen, de succesvolle stripserie Reinhold, das Nashorn (Reinold de Neushoorn). De teksten waren van de hand van Wolf Uecker, de illustraties van Loriot.
De hond is levenslang één van Loriots favoriete artistieke thema's gebleven. Van 1967 tot 1972 presenteerde Loriot op de tv-zender ZDF een programma over humoristische grafische kunst Cartoons.

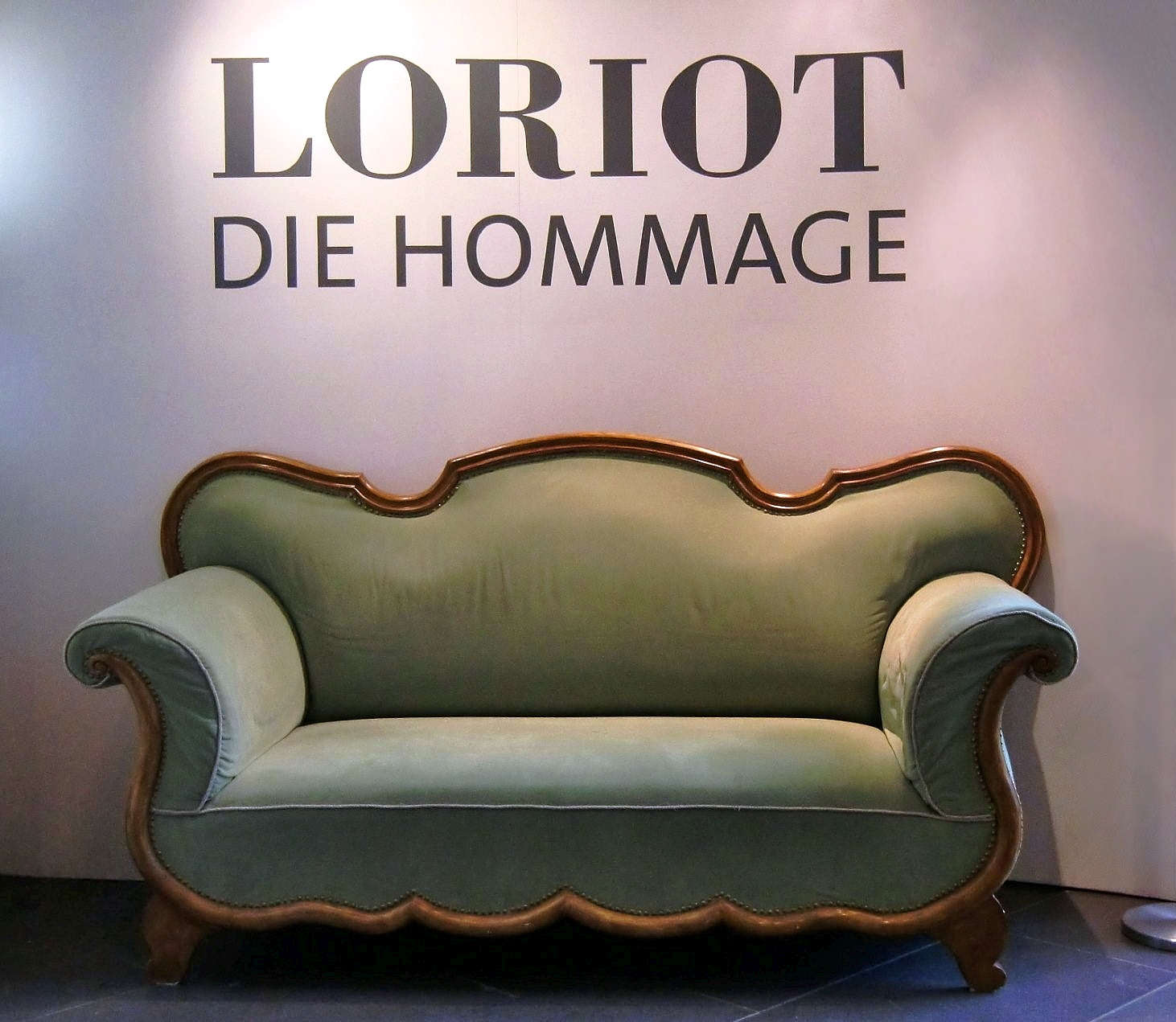
De groene sofa waar Loriot tijdens de naar hem genoemde tv-serie (1976-1978) op zat

Van 1976 tot 1978 presenteerde Loriot op Radio Bremen de uiterst succesvolle televisieserie Loriot, met talrijke komische sketches. Hij zat daarbij op een groene sofa in Biedermeier-stijl, die later iconisch werd en sinds 2011 het hoofdgebouw van Radio Bremen siert. Gedeelten van dit tv-programma worden tot op de huidige dag nog regelmatig herhaald.
In al zijn sketches was Evelyn Hamann Loriots vaste tegenspeelster.
Eind jaren zeventig en in de jaren tachtig schreef Loriot ook libretti voor (vaak reeds lang bestaande) opera's en operettes, en hij trad op in een aantal films, waarvan hij er ook enkele zelf geregisseerd had. In Von Bülows familie was de belangstelling voor opera en klassieke muziek een traditie; Loriot heeft ook lange tijd te Stuttgart dicht bij het operagebouw van die stad gewoond.
Loriot geldt als een geniaal gebruiker van woordspelingen en toepasser van dubbele bodems in zijn taalgebruik, en diverse van zijn uitdrukkingen zijn spreekwoordelijk in de Duitse taal geworden.

### Bekende creaties van Loriot

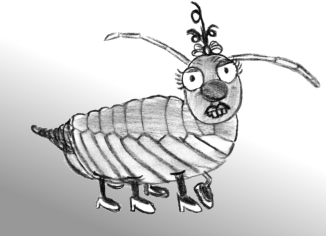
"Steenluis, na de paring"

- De Steinlaus (steenluis), een fictief, steen en beton etend insect, waarover een erkend dierkundige bij wijze van practical joke een uitvoerig, pseudo-wetenschappelijk artikel schreef, dat in 1983 in een "echte" wetenschappelijke encyclopedie (de medische encyclopedie Pschyrembel) werd opgenomen. Daarin werd een variant op de steenluis beschreven, die nier- en galstenen zou eten en dus voor de medische wetenschap nuttig zou zijn.  De Steinlaus werd in 1976 door Loriot in een komische tv-serie, die zijn naam droeg, gepresenteerd. Loriot parodieerde in dat programma de bekende zoöloog Bernhard Grzimek. De steenluis kreeg ook een (pseudo-)wetenschappelijke naam, Petrophaga lorioti. Vanaf de jaren 1980 is dit idee van Loriot diverse malen in wetenschappelijke parodieën en nep-artikelen nagevolgd.
- Tot de bekendste van de absurde, maar dicht op het dagelijks leven aansluitende sketches in het tv-programma Loriot behoort de episode uit 1978 over de jodelschool, waar men kan studeren voor het diploma jodelen. Hierin stelde Loriot de overvloed aan maatschappelijk niet erg waardevolle en ook niet erg nuttige cursussen aan de kaak, die men met een diploma kon afsluiten. Het begrip jodeldiploma is in het Duitse taalgebied spreekwoordelijk geworden voor een diploma van weinig of geen praktisch nut. Overigens zijn er in de 21e eeuw in het Alpengebied echte jodelcursussen in het leven geroepen, die wel een nuttig doel hebben, namelijk het jodelen als folkloristisch gebruik voor het nageslacht te bewaren.
- De in reclamespots bekend geworden hond Wum, die vanaf 1970 ook in tekenfilmpjes voorkwam, samen met de olifant Wendelin. Reclame werd gemaakt om onder andere de door Wim Thoelke gepresenteerde tv-spelshow Drei mal neun te bekijken en geld te doneren aan, of deel te nemen aan loterijen ten behoeve van het daarin gepromote goede doel Aktion Sorgenkind (tegenwoordig Aktion Mensch geheten). Loriot heeft voor de tekenfilmfiguur Wum ook (geholpen door enige professionele muziekschrijvers) enkele liedjes geschreven en zelf ingezongen. Eén daarvan, met de titel Ich wünsch mir ’ne kleine Miezekatze (Ik wil graag een poesje), waarbij Loriot zichzelf begeleidde op de banjo, werd eind 1972 een grote hit en kreeg een gouden plaat. De verkoopopbrengsten van de singles kwamen ten goede aan Aktion Sorgenkind.

## Eerbetoon voor Loriot in Duitsland
Loriot wordt in 2007 als beste Duitse cabaretier van alle tijden gekozen.